# Charles Beckman
Charles Beckman (Louisville, 1º marzo 1965) è un ex tennista statunitense.

## Carriera
In carriera ha raggiunto una finale nel doppio al Canada Open nel 1989, in coppia con il connazionale Shelby Cannon. Nei tornei del Grande Slam ha ottenuto il suo miglior risultato raggiungendo il terzo turno nel doppio agli US Open nel 1989 e 1991, e nel doppio misto all'Open di Francia nel 1992.

## Statistiche

### Doppio

#### Finali perse (1)
| Numero | Anno           | Torneo                | Superficie | Compagno      | Avversari in finale         | Punteggio |
| 1.     | 20 agosto 1989 | Canada Open, Montréal | Cemento    | Shelby Cannon | Kelly Evernden Todd Witsken | 3-6, 3-6  |